# 2010 aux Territoires du Nord-Ouest
Chronologie des Territoires du Nord-Ouest
- 2006
- 2007
- 2008
- 2009
- 2010
- 2011
- 2012
- 2013
- 2014

Cette page concerne les événements survenus en 2010 dans le territoire canadien des Territoires du Nord-Ouest.

## Politique
- Premier ministre : Floyd Roland
- Commissaire : Tony Whitford (en) puis George Tuccaro
- Législature :